# イタリア旅行
『イタリア旅行』（イタリアりょこう、イタリア語: Viaggio in Italia）は、1953年（昭和28年）撮影、1954年（昭和29年）製作・公開されたイタリア・フランスの合作映画である。ゴダール に“男と女と一台の車とカメラがあれば映画ができる”と言わしめた、ヌーヴェルヴァーグ の原石的傑作とされる。
本作はシドニー＝ガブリエル・コレットの小説に基づき、ロベルト・ロッセリーニが監督、イングリッド・バーグマン（ロッセリーニの妻であった）とジョージ・サンダースが主演した。

## キャスト
- キャサリン・ジョイス：イングリッド・バーグマン
- アレクサンダー（キャサリンの夫）：ジョージ・サンダース
- マリー：マリア・モーバン
- 娼婦：アンナ・プロクレメル
- ポール・デュモン：パウル・ミュラー

## スタッフ
- 監督：ロベルト・ロッセリーニ
- 製作：アドルフォ・フォッサターロ、アルフレード・グァリーニ（クレジットなし）、ロベルト・ロッセリーニ（クレジットなし）
- 脚本：ヴィタリアーノ・ブランカーティ、ロベルト・ロッセリーニ
- 音楽：レンツォ・ロッセリーニ
- 撮影：エンツォ・セラフィン
- 編集：ジョランダ・ベンヴェヌーティ
- 衣装：フェルナンダ・ガッティノーニ